# Careproctus aculeolatus
Careproctus aculeolatus és una espècie de peix pertanyent a la família dels lipàrids.

## Descripció
- La femella fa 11,4 cm de llargària màxima.
- Nombre de vèrtebres: 48.[5]

## Hàbitat
És un peix marí i batidemersal que viu entre 540 i 700 m de fondària.

## Distribució geogràfica
Es troba des del sud de l'Argentina fins al sud-est de les illes Malvines.

## Observacions
És inofensiu per als humans.